# Terapevtski odmerek
Terapevtski odmerek je količina zdravilne učinkovine v določeni farmacevtski obliki, ki jo določi terapevt in se bolniku aplicira med zdravljenjem. oziroma količina zdravilne učinkovine, ki pri bolniku izzove želeni učine. Srednji terapevtski odmerek pa je terapevtski odmerek, ki pri polovici ljudi povzroči za zdravilo značilen učinek.